# Stopień dysocjacji
Stopień dysocjacji – stosunek liczby moli cząsteczek danego związku chemicznego, które uległy rozpadowi na jony (C) do łącznej liczby moli cząsteczek tego związku, znajdującego się w roztworze, fazie gazowej lub stopie, w którym zaszło zjawisko dysocjacji elektrolitycznej (C0):
{\displaystyle \alpha ={\frac {C}{C_{0}}}.}
Zależy on od:
- struktury związku, dla którego ten stopień jest ustalany,
- rodzaju rozpuszczalnika,
- obecności w roztworze innych związków zdolnych do dysocjacji,
- stężenia roztworu (na ogół wzrasta w miarę rozcieńczania roztworu),
- temperatury (na ogół nieco wzrasta wraz ze wzrostem temperatury).

Dla słabych elektrolitów binarnych znając stężenie i stopień dysocjacji można obliczyć przybliżoną wartość stałej dysocjacji korzystając z prawa rozcieńczeń Ostwalda:
{\displaystyle K={\frac {\alpha ^{2}C}{1-\alpha }},}
gdzie:
- {\displaystyle \alpha } – stopień dysocjacji,
- {\displaystyle C} – stężenie elektrolitu.

Dla bardzo słabych elektrolitów (α « 1) wzór można uprościć do postaci:
{\displaystyle K=\alpha ^{2}C.}